# Roquefixade
Roquefixade är en kommun i departementet Ariège i regionen Occitanien i södra Frankrike. Kommunen ligger  i kantonen Lavelanet som ligger i arrondissementet Foix. År 2022 hade Roquefixade 150 invånare.

## Befolkningsutveckling
Antalet invånare i kommunen Roquefixade
Referens: INSEE

## Galleri

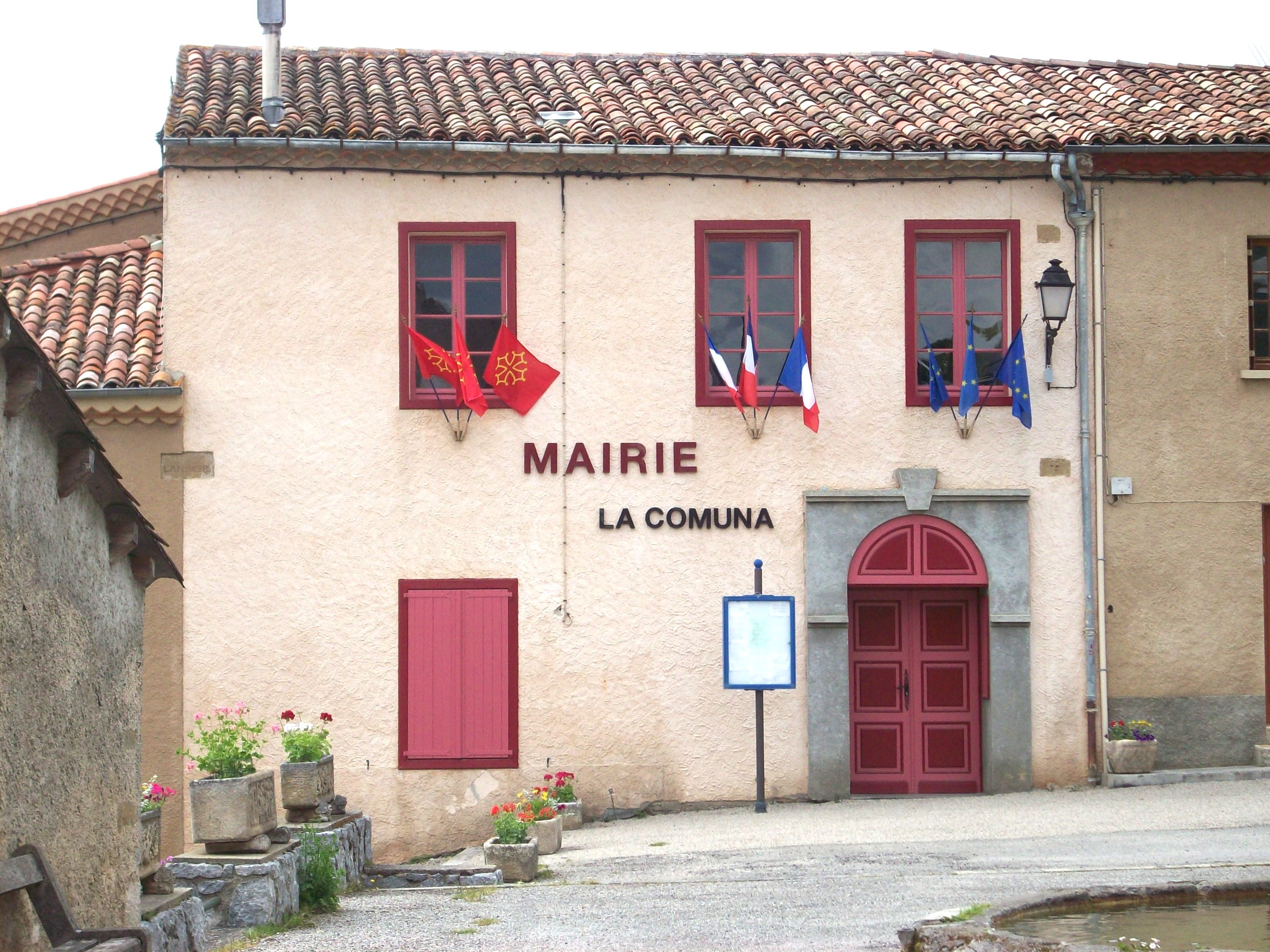
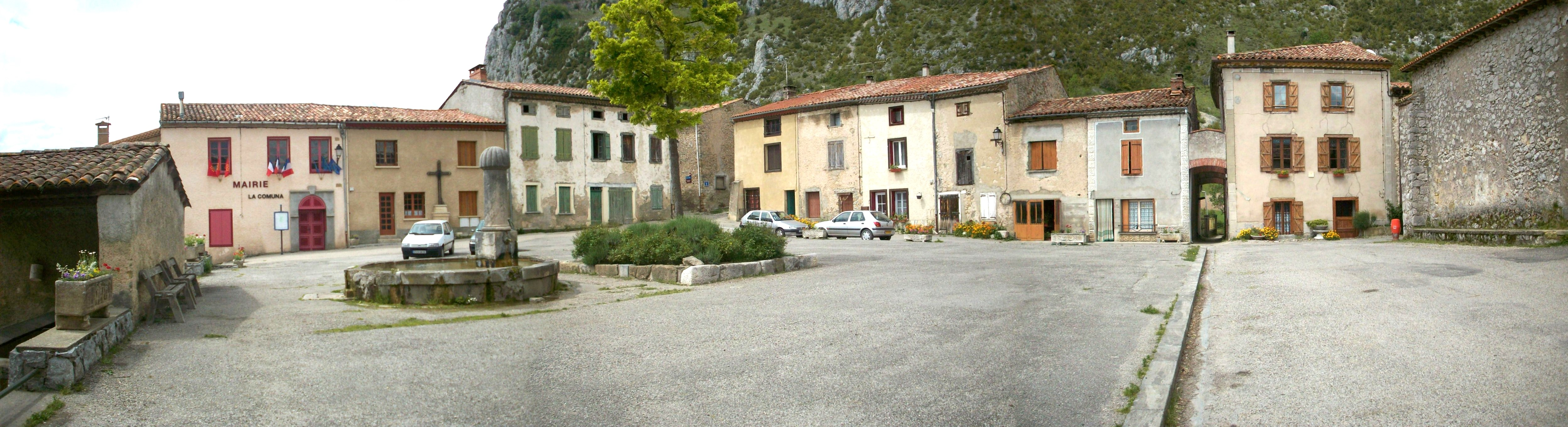
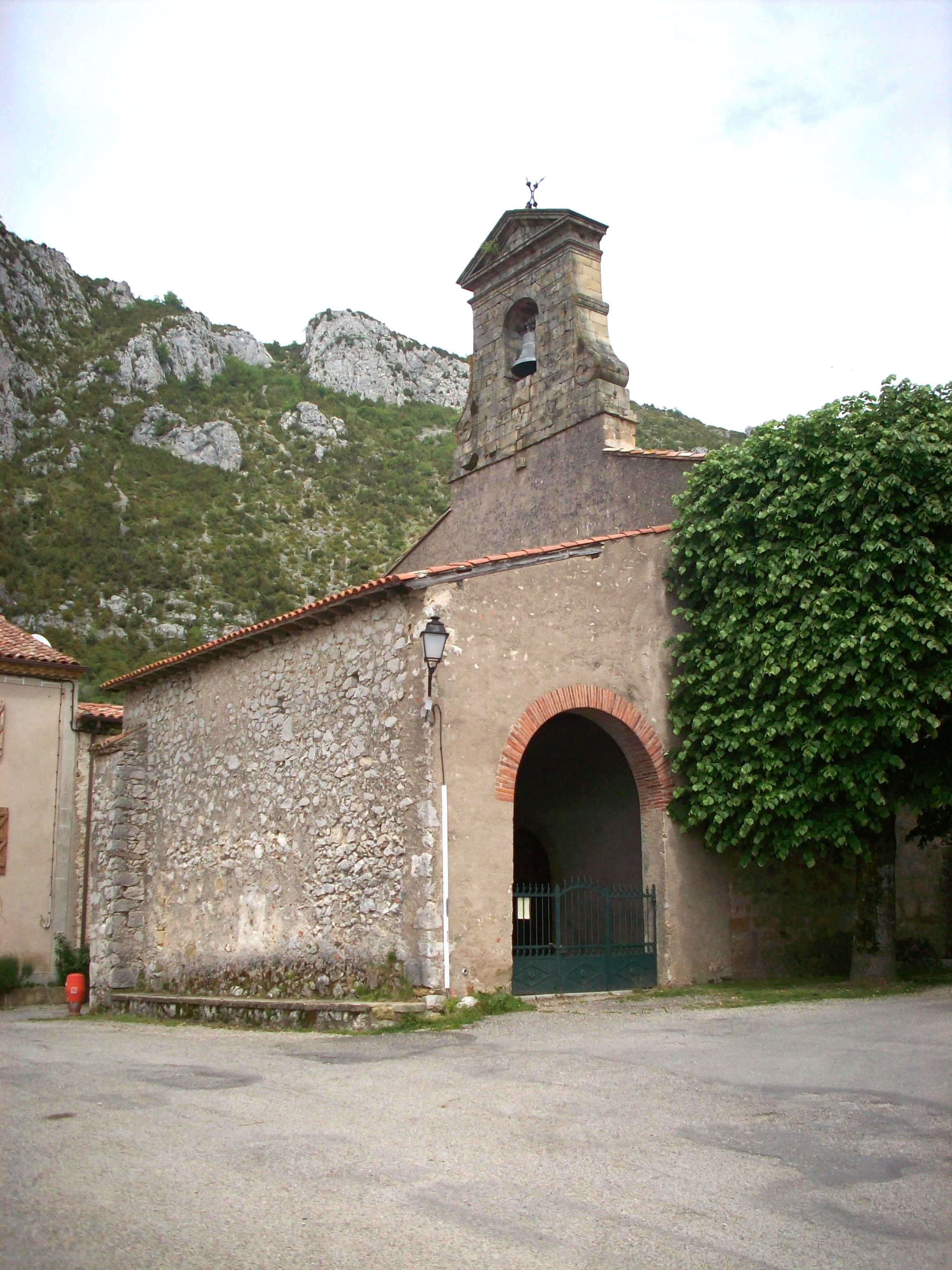